# Kang Min-wan
Kang Min-wan (* 28. März 2000) ist ein südkoreanischer Eishockeyspieler, der seit 2023 für Anyang Halla in der Asia League Ice Hockey spielt.

## Karriere
Kang Min-wan begann seine Karriere als Eishockeyspieler in der Mannschaft der Kyung Gi Highschool. Während seines Studiums stand er von 2019 bis 2023 für das Team der Korea University in der südkoreanischen Hochschulliga auf dem Eis. Seit 2023 spielt er mit Anyang Halla in der Asia League Ice Hockey.

### International
Für Südkorea nahm Kang Min-wan bereits an den U18-Weltmeisterschaften 2017 und 2018 und der U20-Weltmeisterschaft 2020 jeweils in der Division II teil. Zudem spielte er mit der südkoreanischen Studentenauswahl bei den Winter World University Games 2023.
Sein Debüt in der Herrenauswahl des ostasiatischen Landes gab er bei der Qualifikation für die Olympischen Winterspiele in Peking 2022. Im selben Jahr vertrat er seine Farben bei der Weltmeisterschaft 2022 in der Division I. Auch bei der Weltmeisterschaft 2023, bei der er zum besten Spieler seiner Mannschaft gewählt wurde, spielte er in der Division I.

## Erfolge und Auszeichnungen
- 2020 Aufstieg in die Division II, Gruppe A, bei der U20-Weltmeisterschaft der Division II, Gruppe B